# Setge de Ripoll (1839)
El setge de Ripoll fou la batalla esdevinguda entre el 22 i el 27 de maig de 1839 en aquesta vila, durant la Primera guerra carlina.

## Antecedents
L'any 1835, el Monestir de Ripoll i les seves dependències, així com l'arxiu ripollès, foren incendiats i destruïts per la milícia indisciplinada i revolucionària de voluntaris lliberals "Tiradores de Isabel II", procedent de Barcelona. Aquest fet va provocar la proliferació d'informacions enganyoses que durant anys van circular, i segueixen circulant, i que acusaven de la crema del Monestir i la mort de dos monjos ripollesos als mateixos habitants de la vila. Això creà una animadversió i un odi especial entre les files carlines, conservadores i catòliques, envers la població.
Per la seva situació estratègica, la vila fou ocupada el 1837 pel general carlí Urbiztondo. El març de 1838, el Baró de Meer recuperava la vila per al bàndol lliberal. Els carlins fugiren sense oferir resistència, i no reeixiren en el seu objectiu de cremar la població.
El 22 de maig de 1839, un important contingent carlí, format per uns 5.000 homes es va concentrar a l'entorn de Ripoll. Estava comandat per Charles d'Espagnac, un personatge obscur i cruel, que a principis de 1838 havia estat nomenat per Carles V, Capità General de les forces carlines del Principat i Cap de la Junta de Berga. La població comptava amb bones defenses, a part de la muralla perimetral del nucli urbà, tres fortins exteriors que defensaven les proximitats. Un d'ells, el de Sant Bartomeu, estava equipat amb un telègraf de miralls que comunicava amb la vila i el castell d'Orís (Osona).

## Assalt a Ripoll
El 22 de maig el Comte d'Espanya va ordenar l'atac als fortins exteriors, i equipats amb artilleria de muntanya, els carlins van neutralitzar un rere l'altre els reductes ripollesos, que resistiren fins al 25 de maig. Algunes unitats lliberals van poder replegar-se cap a la vila. La presa d'aquestes fortificacions esdevingué en durs combats. Díaz de Labandero, un dels caps de l'Estat Major carlí del Comte d'Espanya descriu així un dels assalts a aquests fortins:
"La torre de Banderas, cuya guarnición sólo constaba de unos 20 hombres, se defendía con heroísmo temerario contra la artillería y fusilería, hasta que, viendo hundirse sobre ellos la cúpula, después de haber tenido seis o siete hombres destrozados los unos, sin brazos los otros o muerto alguno, todos de bala de cañón, la abandonaron los pocos que habían quedado en disposición de hacerlo en la tarde del día 25 y, precipitándose por la falda de la montaña, se encerraron con sus compañeros para pelear aún."
Llavors va començar l'assalt carlí a Ripoll, intentant travessar el riu Freser, per escometre el portal més feble, el de l'Arquet. Tanmateix, van topar amb una ferotge resistència, provinent de les muralles. Els carlins van suspendre l'assalt, no sense patir nombroses baixes, algunes de les quals, el Freser s'endugué aigües avall. L'artilleria lleugera o de muntanya carlina seguia golpejant Ripoll des de posicions ventatjoses ocupades, com la de l'Amoroset, just damunt la vila.
El Comte d'Espanya va ordenar que pugessin de Berga els dos canons pesants del 20, per tal d'obrir esvoranc en les muralles ripolleses.
Amb les muralles enrunades els carlins feren l'assalt final el dia 27 de maig. Finalment i davant la impossibilitat de resistir més, el capità Joan Carbó es rendí a les forces carlines, a l'església de Sant Pere de Ripoll, on s'havien fet forts.

## Incendi i destrucció de la vila
Una vegada ocupat Ripoll, el Comte d'Espanya es va dedicar a l'incendi i la destrucció sistemàtica de tot el poble, amb assassinats indiscriminats entre la població civil. Fets que presencià el notari ripollès Agustí Cavalleria i Deop, qui en va deixar testimoni escrit. Els enginyers carlins volaren els dos ponts del segle xi de la vila, que franquejaven el Ter i el Freser i que havien sobreviscut totes les riuades fins aquell dia.